# James Wattana
James Wattana, né le 17 janvier 1970 à Bangkok de son nom thaïlandais Wattana Pu-Ob-Orm, renommé Ratchapol Pu-Ob-Orm en 2003, est un joueur de snooker professionnel thaïlandais.
Sa carrière est principalement marquée par trois titres classés, lors de l'Open de Strachan en 1992 et lors de l'Open de Thaïlande en 1994 et 1995. Wattana a aussi été demi-finaliste du championnat du monde par deux fois : en 1993 et 1997. Son meilleur classement mondial et une 3e place pendant la saison 1994-1995. Il a déjà signé trois breaks de 147 points, notamment en 1992, et ce en six minutes et neuf secondes.

## Carrière

### Début de carrière (1985-1991)
Wattana remporte son premier tournoi en 1986, le Masters de Thaïlande, alors âgé de 16 ans. Il passe professionnel en 1989, un an après avoir remporté le championnat du monde de snooker amateur. Sa première saison est marquée par une finale sur le Masters de Thaïlande, tournoi classé de l'époque, et par une autre demi-finale classée au Grand Prix, qui lui permettent d'entrer dans le top 32 du classement en 1990.
En 1990, il remporte le challenge de Hong Kong contre Jimmy White. En fin d'année 1991, le natif de Bangkok réalise une demi-finale au championnat du Royaume-Uni, et devient ainsi le premier asiatique à accéder aux demi-finales d'une épreuve de la triple couronne. Par la même occasion, il devient le premier joueur d'Asie à entrer dans le top 20 du classement mondial.

### Point culminant (1992-1999)
Il remporte son premier tournoi classé lors de l'Open Strachan en 1992, quelques semaines après avoir été battu en demi-finale du Classique, par un certain Stephen Hendry, et avoir été finaliste pour la première fois à l'Open de Grande-Bretagne. Monté jusqu'au 7e échelon du classement mondial, Pu-Ob-Orm ne s'arrête pas là et signe deux finales en 1993, lors du Masters et de l'Open de Grande-Bretagne de nouveau. Wattana devient le premier joueur asiatique demi-finaliste aux championnats du monde en 1993, après de précieuses victoires sur les anciens champions du monde John Parrott et Steve Davis. Il termine la saison à la position no 5 du classement.
Pourtant, sa carrière atteint son sommet dans le milieu des années 1990, années durant lesquelles il remporte deux fois consécutivement l'Open de Thaïlande, et atteint le troisième rang mondial ; son meilleur classement à ce jour. Il est le premier asiatique à atteindre ce classement, dans un jeu dominé par les joueurs britanniques et, à un degré moindre, irlandais, canadiens et australiens. En 1994, il perd en finale de l'Open de Grande-Bretagne pour la troisième fois consécutive et s'offre également une deuxième place à l'Open international. Il signe aussi une deuxième demi-finale au championnat du Royaume-Uni pendant cette même année 1994, s'inclinant contre Ken Doherty.
Redescendu à la 5e marche du classement en 1995, Wattana ne réussit pas à défendre son titre en Thaïlande en 1996, et s'incline en quart de finale contre Alan McManus. Il perd ainsi un certain nombre de points au classement et sort du top 10 en fin de saison. En avril 1997, il est demi-finaliste pour la deuxième fois de sa carrière au Crucible Theatre, et est battu par Stephen Hendry. Son tableau le voit de nouveau dominer John Parrott, cette fois-ci en quart de finale, ainsi que Graeme Dott et Stephen Lee. En demi-finale, il accroche Hendry, mais s'incline tout de même 17-13.
Plus discret lors des deux saisons qui suivent, James Wattana est tout de même quart de finaliste du Masters 1998 et de l'Open du pays de Galles en 1999.

### Déclin progressif (2000-2007)
En 2000, le classement de Wattana est bien redescendu ; le joueur thaïlandais est positionné à la 22e place mondiale ; son classement le plus faible depuis 1990. Il lui faut attendre le Grand Prix 2004 pour remporter trois matchs dans un grand tableau,,,. Éjecté du top 32 en 2003, Wattana retrouve la 32e place mondiale et réitère avec un quart de finale à l'Open du pays de Galles 2006 ; il s'agit de son dernier quart de finale en tournoi classé à ce jour.
Aux qualifications pour le championnat du monde 2005, James Wattana est inexistant dans son match qui l'oppose à Ali Carter et s'incline sans prendre la moindre manche (10-0). En début de saison 2007, il rétrograde à la 33e place mondiale.

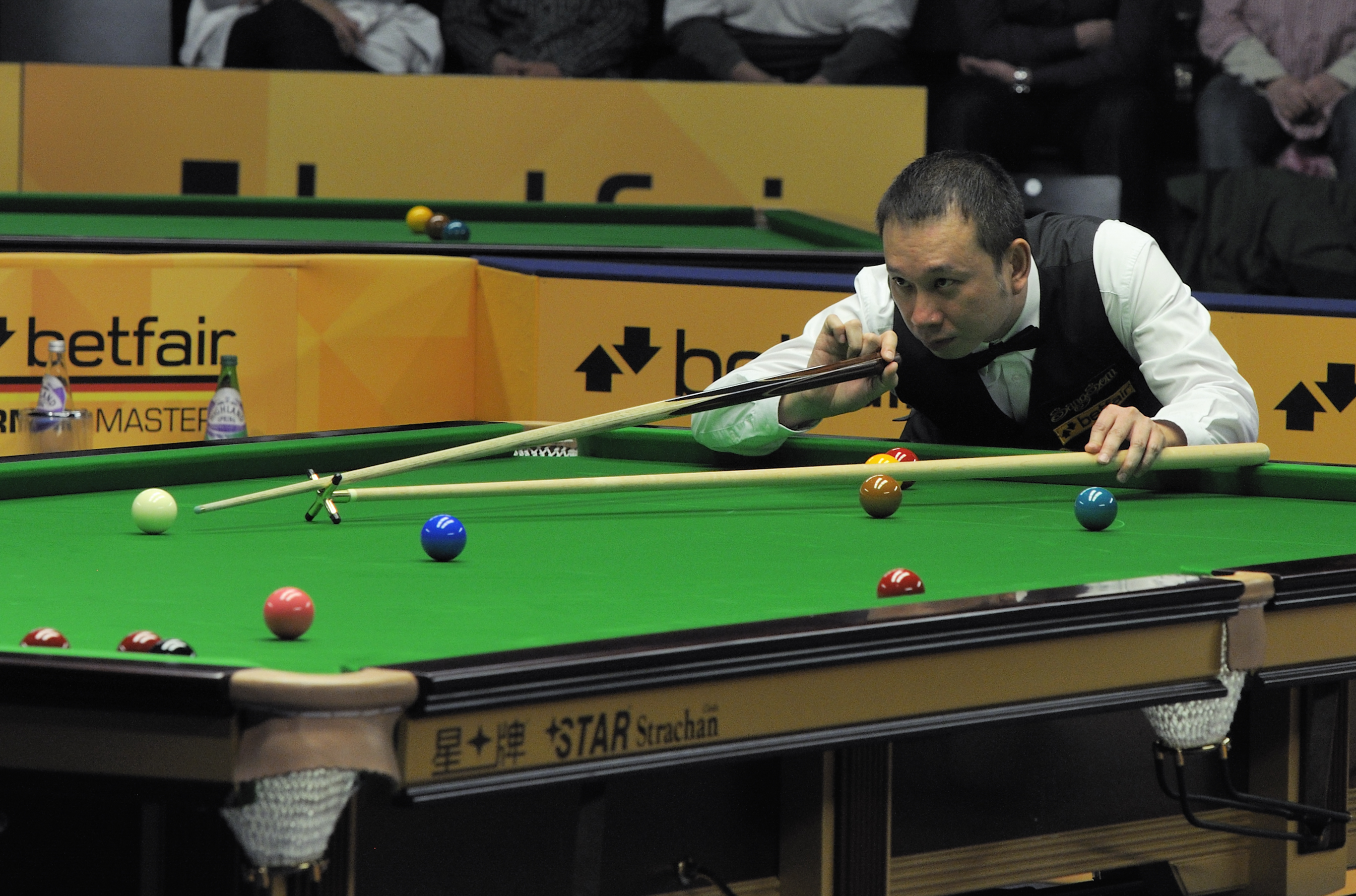
James Wattana utilisant le reposoir.

### Fin de carrière (depuis 2008)
En 2008, Wattana est relégué du circuit professionnel, mais continue de jouer, faisant son retour à ce niveau en 2009. Moins performant sur les tournois qui comptent pour le classement mondial, James Wattana s'illustre maintenant dans sa ville natale, à l'occasion du championnat du monde à six billes rouges. Il y atteint une demi-finale (2008) et deux quarts de finale (2009 et 2018).
En 2022, Wattana décroche l'or aux jeux d'Asie du Sud-Est SEA pour la Thaïlande.

## Notoriété
Il est le huitième joueur de l'histoire à dépasser le million de livres sterling en dotation et ce avec trois breaks maximum en carrière, l'un des sept joueurs ayant réalisé plus de deux 147 dans leur carrière. Son break maximum de 1992 a été réalisé en six minutes et neuf secondes, le plus rapide jamais réalisé. Ce record est désormais détenu par Ronnie O'Sullivan.
La carrière de Wattana a tiré vers le haut le snooker en extrême-orient. En devenant l'un des sportifs les plus populaires de son pays, il a inspiré de nombreux joueurs asiatiques, dont Ding Junhui et Marco Fu. Wattana est décoré de l'Ordre de la Couronne de Thaïlande.
Il est reconnu comme le sportif le plus populaire dans son pays.

## Palmarès

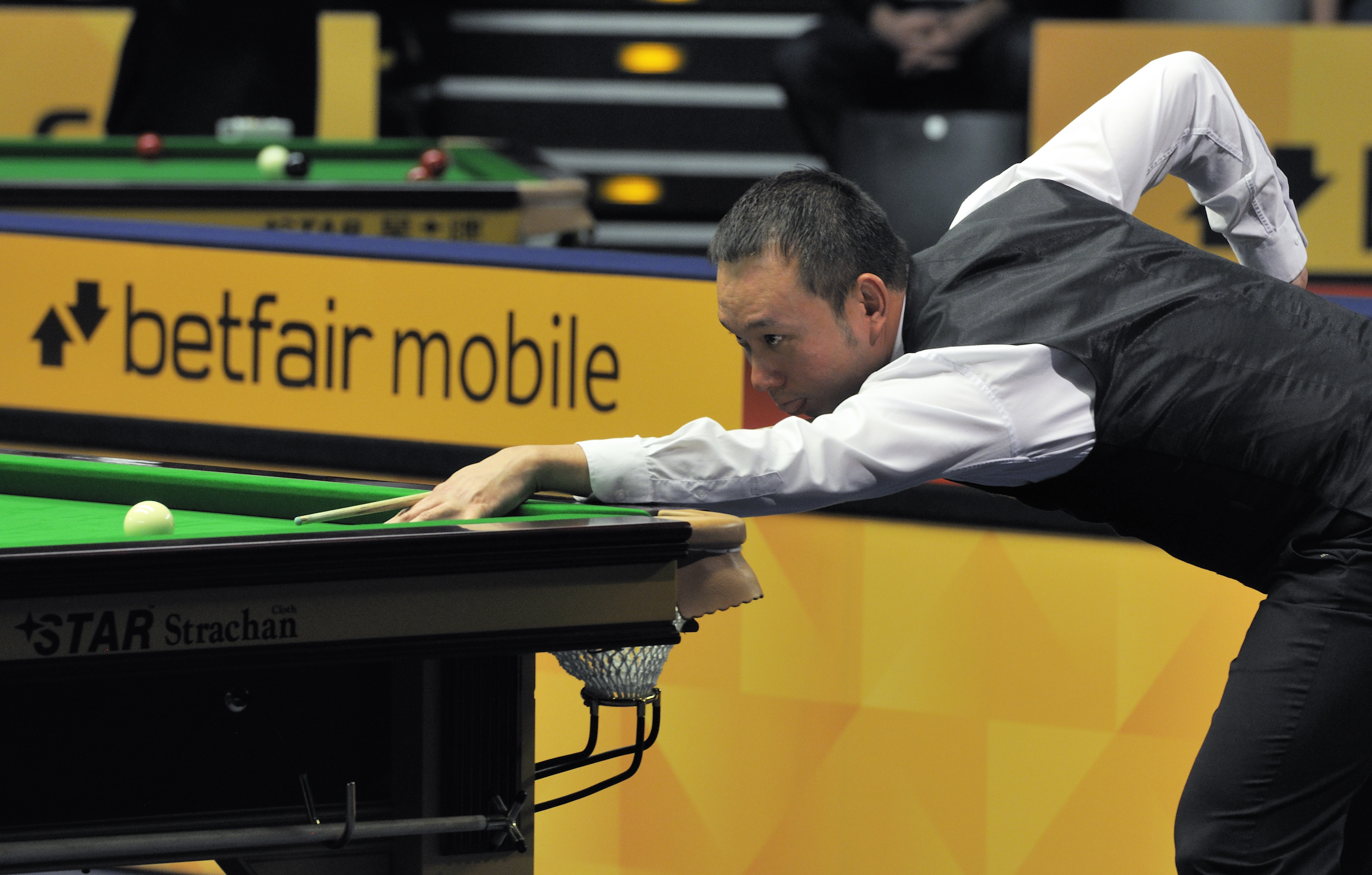
James Wattana en 2013.

| Légende | Catégorie                        | Titres                         | Finales                        |
|         | Tournois classés                 | 3                              | 5                              |
|         | Tournois non classés             | 7                              | 9                              |
|         | Tournois en équipes              | 0                              | 1                              |
|         | Tournois pro-am                  | 1                              | 1                              |
|         | Tournois du circuit du challenge | 1                              | 1                              |
|         | Tournois amateurs                | 5                              | 1                              |
| Gras    | Tournois de la triple couronne   | Tournois de la triple couronne | Tournois de la triple couronne |

### Titres

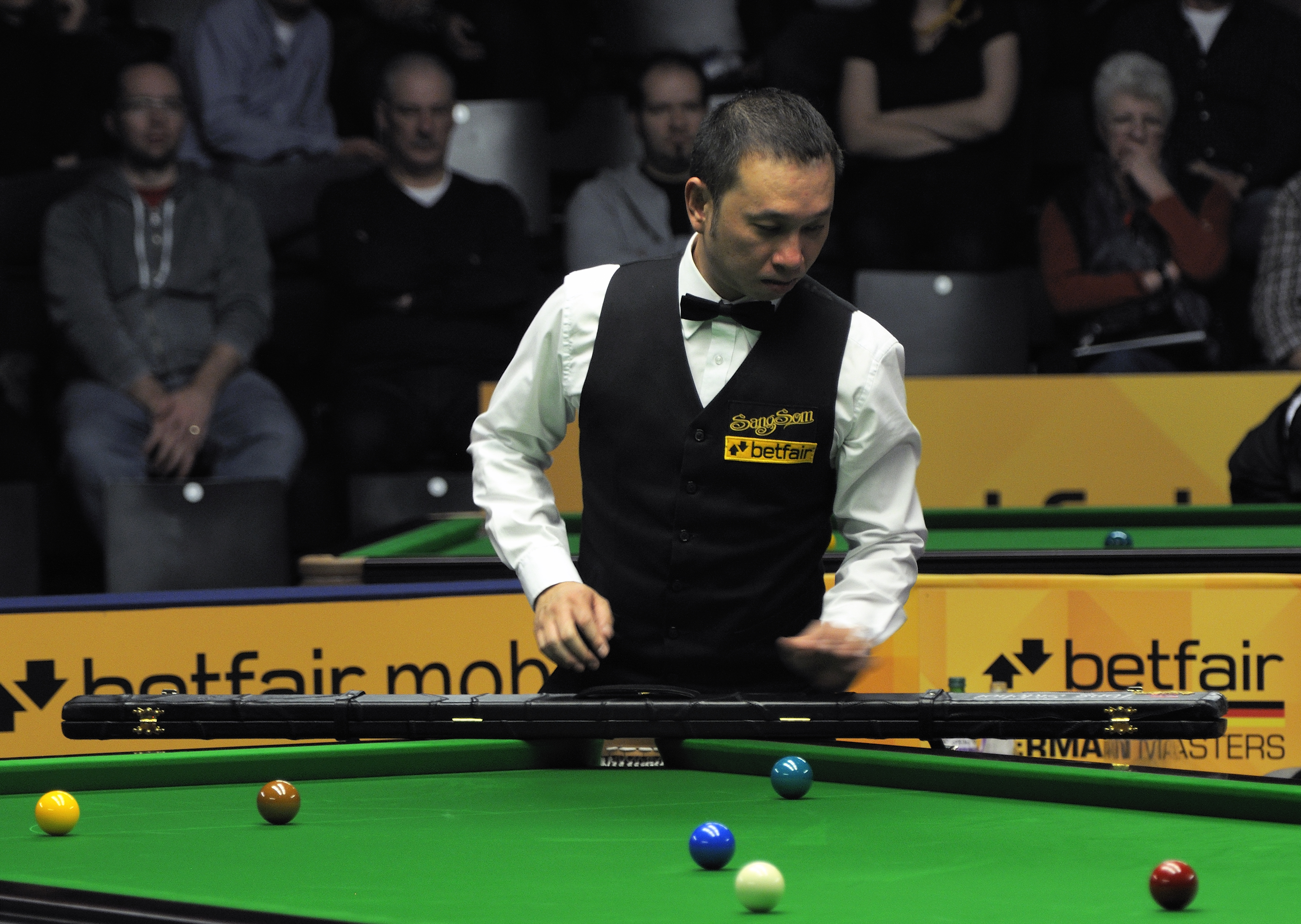
Wattana, remballant son matériel (2013).

| Saison    | Nom du tournoi                                                        | Lieu           | Finaliste         | Score   | Tableau |
| 1986      | Championnat d'Asie amateur                                            | Sri Lanka      | Gary Kwok         | 8-1     |         |
| 1986-1987 | Masters de Thaïlande                                                  | Bangkok        | Terry Griffiths   | 2-1     | Tableau |
| 1988      | Championnat d'Asie amateur (2)                                        | Sri Lanka      | Kenny Kwok        | 8-7     |         |
| 1988      | Championnat du monde amateur                                          | Sydney         | Barry Pinches     | 11-8    |         |
| 1988-1989 | Séries qualificatives pour le circuit professionnel 89/90 (épreuve 2) | Burnham-on-Sea | Duncan Campbell   | 5-1     |         |
| 1989      | Challenge de Kent                                                     | Hong Kong      | Inconnu           | Inconnu |         |
| 1990      | Tournoi sur invitation Kuedos                                         | Inconnu        | Troy Shaw         | 5-3     |         |
| 1990-1991 | Challenge de Hong Kong                                                | Hong Kong      | Jimmy White       | 9-3     | Tableau |
| 1991-1992 | Open Strachan                                                         | Leicester      | John Parrott      | 9-7     | Tableau |
| 1992-1993 | Masters de Belgique                                                   | Anvers         | John Parrott      | 10-5    | Tableau |
| 1992-1993 | Championnat du monde de match-play                                    | Doncaster      | Steve Davis       | 9-4     |         |
| 1993-1994 | Open de Thaïlande                                                     | Bangkok        | Steve Davis       | 9-7     | Tableau |
| 1993-1994 | Coupe du roi                                                          | Bangkok        | Darren Morgan     | 8-3     | Tableau |
| 1994-1995 | Open de Thaïlande (2)                                                 | Bangkok        | Ronnie O'Sullivan | 9-6     | Tableau |
| 2003-2004 | Challenge Europe-Asie (épreuve 1)                                     | Wan Chai       | Ken Doherty       | 6-4     | Tableau |
| 2007-2008 | Championnat de Thaïlande amateur                                      | Thaïlande      | Issara Kachaiwong | 5-1     |         |
| 2009      | Championnat d'Asie amateur (3)                                        | Tangshan       | Mei Xiwen         | 7-3     |         |

### Finales perdues
| Saison    | Nom du tournoi                                                        | Lieu         | Finaliste         | Score       | Tableau |
| 1987      | Championnat d'Asie amateur                                            | Malaisie     | Udon Khaimuk      | 6-8         |         |
| 1988-1989 | Séries qualificatives pour le circuit professionnel 89/90 (épreuve 1) | Puckpool     | Stephen Murphy    | 3-5         |         |
| 1989-1990 | Open d'Asie                                                           | Bangkok      | Stephen Hendry    | 6-9         | Tableau |
| 1990-1991 | Championnat Benson & Hedges                                           | Glasgow      | Alan McManus      | 5-9         |         |
| 1990-1991 | Ligue Masters d'Europe                                                | Divers sites | Steve Davis       | Round-robin |         |
| 1991-1991 | Challenge de Hong Kong                                                | Hong Kong    | Stephen Hendry    | 1-9         | Tableau |
| 1991-1992 | Coupe du roi                                                          | Bangkok      | Joe Swail         | 4-8         | Tableau |
| 1991-1992 | Open de Grande-Bretagne                                               | Derby        | Jimmy White       | 7-10        | Tableau |
| 1992-1993 | Pot Black                                                             | Blackpool    | Neal Foulds       | 0-1         | Tableau |
| 1992-1993 | Coupe du roi (2)                                                      | Bangkok      | Nigel Bond        | 7-8         | Tableau |
| 1992-1993 | Challenge Nescafé Extra                                               | Bangkok      | Ronnie O'Sullivan | Round-robin |         |
| 1992-1993 | Masters                                                               | Londres      | Stephen Hendry    | 5-9         | Tableau |
| 1992-1993 | Open de Grande-Bretagne (2)                                           | Derby        | Steve Davis       | 2-10        | Tableau |
| 1993-1994 | Open international                                                    | Bournemouth  | John Parrott      | 5-9         | Tableau |
| 1993-1994 | Open de Grande-Bretagne (3)                                           | Plymouth     | Ronnie O'Sullivan | 4-9         | Tableau |
| 1998-1999 | Jeux asiatiques                                                       | Bangkok      | Hong Kong         | 1-2         |         |
| 2007-2008 | Challenge Europe-Asie                                                 | Wan Chai     | John Higgins      | 4-5         | Tableau |
| 2007-2008 | Jeux asiatiques en salle                                              | Macao        | Mohammed Shehab   | 3-4         |         |